# 馬寬 (伊利諾伊州)
馬寬（英語：Maquon）是位於美國伊利諾伊州諾克斯縣的一個村落。

## 地理
馬寬的座標為40°47′54″N 90°09′46″W / 40.79833°N 90.16278°W，而該地最高點為海拔高度193米（即633英尺）。

## 人口
根據2010年美國人口普查的數據，馬寬的面積為0.42平方千米，當中陸地面積為0.42平方千米，而水域面積為0.00平方千米。當地共有人口284人，而人口密度為每平方千米676人。